# Qui pro quo
Qui pro quo (латински: „један за другог” или „ко за кога”) je фраза која означава конфузију која се трајно користи у модерном шпанском, италијанском, пољском, португалском, француском и руском језицима. Користи се за упућивање на нешто или некога уместо нечег другог или неког другог. 